# Бесията Дишмая

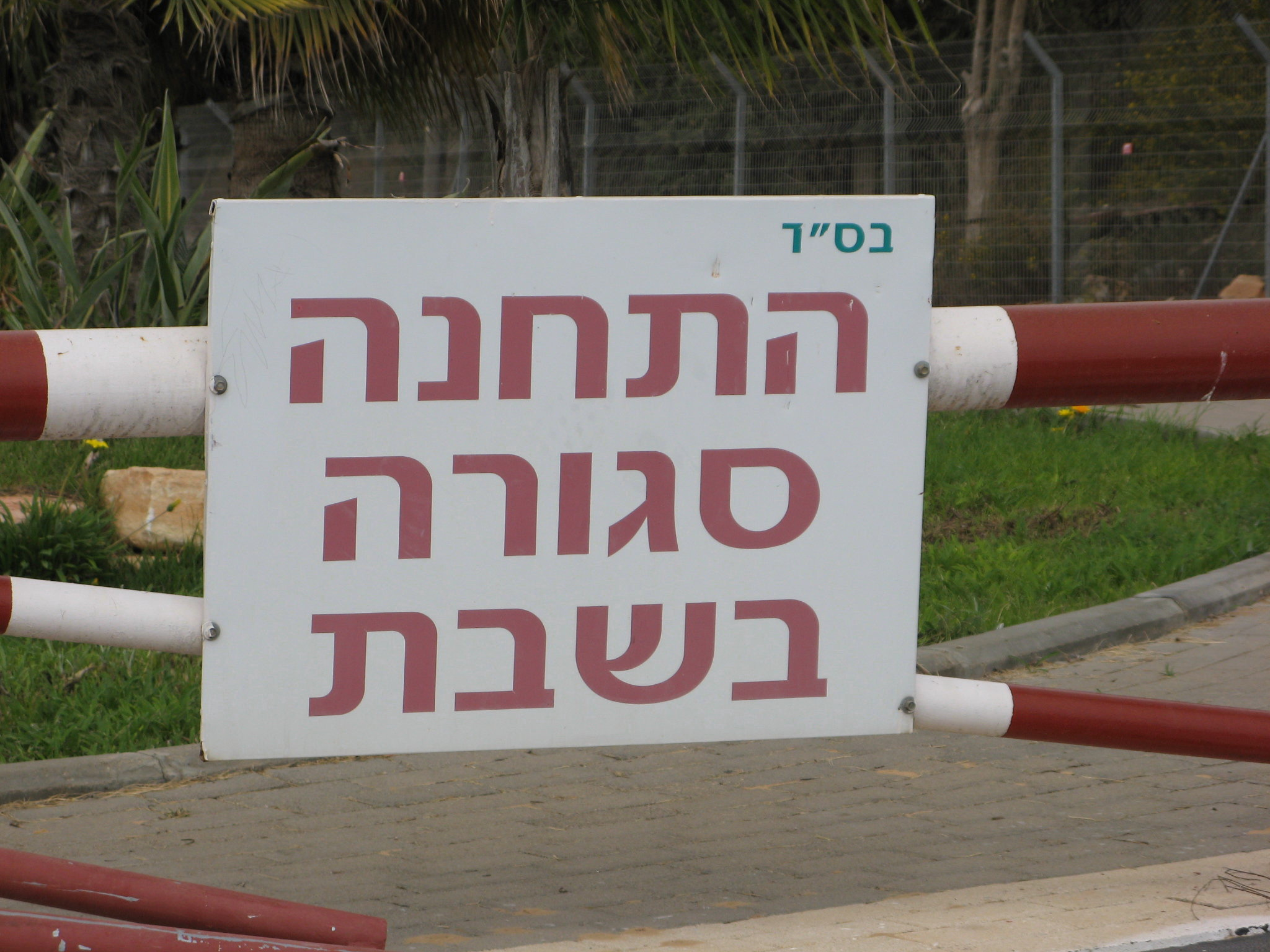
Объявление на шлагбауме о том, что АЗС в Иерусалиме (Израиль) не работает в шаббат, в верхнем правом углу объявления написана аббревиатура בס"ד («с помощью Всевышнего») (по смыслу)

Бе-си́йата ди-шма́йа (бесията дишмая) (иуд.-арам. בסיעתא דשמיא‎) — фраза талмудического иудаизма, означающая «с помощью небес». Акроним בס״ד стал популярным среди ортодоксальных евреев, писавших его на верху каждого письменного документа (писем, заметок, теперь часто и на сайтах) в качестве напоминания о том, что всё приходит от Бога, включая данную информацию, и о том, что без Божьей помощи мы не можем делать что-либо успешно. בס״ד не регламентирован каким-либо религиозным законом галахи, а передают по традиции.

## Аббревиатура
Причиной повсеместного использования 3-буквенной аббревиатуры является то, что она не содержит ивритской буквы ה, которую используют для обозначения имени Бога. По этой причине страница с пометкой בס״ד и не содержащая текста Торы на пергаменте, не попадает под требование обязательного захоронения в генизе и поэтому может быть выброшена без страха наказания.

## Бе-эзрат ха-шем
Бе-эзрат ха-шем — фраза, означающая то же самое («Господней помощью»). Обозначается аббревиатурой ב״ה.